# Den Himmel gibt’s echt
Den Himmel gibt’s echt (Originaltitel: Heaven Is for Real) ist ein 2014 erschienenes US-amerikanisches Filmdrama von Randall Wallace nach einem Drehbuch von Christopher Parker, das auf Pastor Todd Burpos und Lynn Vincents 2010 erschienenem gleichnamigen Buch basiert. Die Hauptdarsteller sind Greg Kinnear, Kelly Reilly, Jacob Vargas und Nancy Sorel. Der Soundtrack des Films enthält den Song „Heaven in Me“ von Darlene Zschech. Der Film wurde am 16. April 2014 veröffentlicht.
Der Film erhielt gemischte Kritiken, war aber dennoch ein Kassenerfolg und erreichte Einnahmen von 101 Mio. US-Dollar. Das Cover der deutschsprachigen DVD weist auf die „wahre Geschichte“ der Buchvorlage hin, auf welcher der Film basiert.

## Handlung
Der vierjährige Colton Burpo ist der Sohn von Todd Burpo, dem Pastor von Crossroads Wesleyan Church in Imperial, Nebraska. Colton sagt, er habe während einer Notoperation den Himmel erlebt. Er beschreibt seiner Familie, dass er nach unten schaute und sah, wie der Arzt arbeitete, seine Mutter die Menschen im Wartezimmer aufforderte zu beten und sein Vater in einem anderen Raum Gott anschrie, ihn nicht sterben zu lassen. Er spricht auch von der Begegnung mit seinem Urgroßvater, der schon lange gestorben war, bevor er geboren wurde, und von der Begegnung mit seiner ungeborenen Schwester, die bei einer Fehlgeburt starb, von der niemand ihm je erzählt hatte und von der Begegnung mit Jesus, wobei er auch sein Aussehen beschreibt.
Als Colton weiterhin über seine Erfahrungen im Himmel spricht, ist Todd mit dem Dilemma konfrontiert, ob die Nahtoderfahrung seines Sohnes echt oder eine Halluzination war. Seine Skepsis bei der Erörterung der Situation untergräbt das Vertrauen der Vorstandsmitglieder seiner Kirche, und er wird von mehreren Mitgliedern der Medien kontaktiert. Als Todd durch eine Funkstation für ein spontanes Interview angefragt wird, lädt er sie zu seiner Predigt am nächsten Sonntag ein. In der Kirche predigt er über die Erfahrungen seines Sohnes und zeigt seine Unterstützung für ihn.
Nach den Ereignissen in der Kirche forscht Todd im Internet und findet eine Geschichte über ein litauisches Mädchen, das eine ähnliche Erfahrung gemacht hat. Sie malte ein Porträt von Jesus, und Colton erklärt, dass ihr Bild ähnlich ist, wie er Jesus sah, als er den Himmel besuchte. Todd versucht, mit Colton weiter über das Bild zu sprechen, aber er wird von seiner Frau unterbrochen, die ihm offenbart, dass sie schwanger ist mit einem anderen Kind. Der Film schließt mit Fotos von Colton und seiner Familie in der Gegenwart.

## Produktion und Entwicklung
Im Mai 2011 erwarb Sony Pictures die Filmrechte an dem Buch Heaven Is for Real. Es wurde angekündigt, dass Joe Roth die Produktion des Fimes mit TD Jakes für die TriStar Pictures Division von Sony Pictures übernehmen werde. Am 23. August 2012 unterzeichnete Braveheart-Autor und Secretariat-Regisseur Randall Wallace, beim Film Regie zu führen.
Am 19. März 2013 wurde bekannt, dass Greg Kinnear in Gesprächen stand, die Hauptrolle zu übernehmen. Am 15. April 2013 trat Schauspielerin Kelly Reilly dem Cast bei.
Am 17. Juli wurde berichtet, dass Komponist Nick Glennie-Smith die Filmmusik schreiben werde, und hinter den Kulissen der Kameramann Dean Semler war.
Die Dreharbeiten begannen in der letzten Juliwoche 2013 in Selkirk, Manitoba.

## Belege
1. ↑   Freigabebescheinigung für Den Himmel gibt’s echt. Freiwillige Selbstkontrolle der Filmwirtschaft, November 2014 (PDF; Prüfnummer: 145 529 K).
2. ↑  Heaven Is for Real (2014). In: IMDB.
3. 1 2   'Heaven Is for Real' movie starts filming in Canada In: christianretailing.com, 30. Juli 2013. Abgerufen am 2. August 2013
4. ↑   ‘Heaven Is For Real’ Headed For Movie Adaptation Through Sony Pictures, Joe Roth And T.D. Jakes In: deadline.com, 9. Mai 2011. Abgerufen am 2. August 2013
5. ↑   'Braveheart' Writer Randall Wallace Believes 'Heaven Is For Real' (Memento des Originals vom 1. Februar 2014 im Internet Archive) In: indiewire.com, 24. August 2012. Abgerufen am 2. August 2013  Info: Der Archivlink wurde automatisch eingesetzt und noch nicht geprüft. Bitte prüfe Original- und Archivlink gemäß Anleitung und entferne dann diesen Hinweis.
6. ↑   Greg Kinnear in Talks to Star in Sony's 'Heaven Is for Real' In: hollywoodreporter.com, 19. März 2013. Abgerufen am 2. August 2013
7. ↑   Kelly Reilly Lands Lead In Sony Drama ‘Heaven Is For Real’ In: deadline.com, 15. April 2013. Abgerufen am 2. August 2013
8. ↑   Nick Glennie-Smith to Score Randall Wallace’s ‘Heaven Is for Real’ In: filmmusicreporter.com, 17. Juli 2013. Abgerufen am 3. August 2013
9. ↑   TriStar Pictures' 'HEAVEN IS FOR REAL' begins production. In: prnewswire.com, 17. Juli 2013. Abgerufen am 3. August 2013